# Droga wojewódzka nr 884
Droga wojewódzka nr 884 (DW884) – droga wojewódzka położona w środkowej części województwa podkarpackiego. Biegnie ze wschodu na zachód, łączy Przemyśl z Domaradzem, przebiegając przez Dynów. Jej długość wynosi 63 km. Droga została w całości wyremontowana w 2011 roku. Wykonano na całej długości drogi nowe zatoki autobusowe, chodniki, bariery energochłonne, poręcze przy chodnikach oraz oznakowanie.

## Miejscowości leżące przy trasie DW884
- Przemyśl (DK28, DK77, DW885)
- Krzywcza
- Nienadowa
- Dubiecko
- Przedmieście Dubieckie
- Bachórzec
- Bachórz
- Dynów (DW835)
- Wyręby
- Ujazdy
- Ryta Górka
- Barycz
- Domaradz (DK19, DW886)